# Serge Parsani
Serge Parsani (Gorcy, 28 agosto 1952) è un dirigente sportivo ed ex ciclista su strada italiano.
Professionista dal 1974 al 1983, ha sempre corso per la Bianchi-Piaggio. Le vittorie più prestigiose sono state una tappa al Tour de France e una al Giro d'Italia. Dopo il ritiro delle corse ha ricoperto la carica di direttore sportivo per formazioni professionistiche. Dal 2012 al 2018 è stato direttore sportivo del team Farnese Vini/Southeast/Wilier Triestina diretto da Angelo Citracca, mentre dal 2022 è manager del team Corratec/Solution Tech.

## Palmarès
- 1972 (dilettanti)

Giro delle due Provincie-Marciana di Cascina
- 1973 (dilettanti)

Coppa Mobilio Ponsacco
Trofeo Piva
Coppa Cicogna
Giro delle due Province-Marciana di Cascina
5ª tappa Settimana Ciclistica Bergamasca (Almè > Almè)
- 1975 (Bianchi, una vittoria)

Giro delle Marche
- 1979 (Bianchi, una vittoria)

20ª tappa Tour de France (Saint-Priest > Digione)
- 1980 (Bianchi, una vittoria)

Sassari-Cagliari
- 1981 (Bianchi, una vittoria)

9ª tappa Giro d'Italia (Cosenza > Calabria)

### Altri successi
- 1980 (Bianchi)

1ª tappa, 1ª semitappa Parigi-Nizza (Barbizon > Nemours, cronosquadre)
- 1983 (Bianchi)

1ª tappa Giro d'Italia (Brescia > Mantova, cronosquadre)

## Piazzamenti

### Grandi Giri
- Giro d'Italia

1977: 68º
1978: 73º
1979: 53º
1980: 26º
1981: 31º
1982: 49º
1983: 107º
- Tour de France

1975: 76º
1977: ritirato
1979: 66º

### Classiche monumento
- Milano-Sanremo

1974: 26º
1977: 89º
1978: 119º
1980: 44º

### Competizioni mondiali
- Campionati del mondo

Valkenburg 1979 - In linea Professionisti: ritirato